# 平野友樹
平野 友樹（ひらの ゆうき、1992年7月23日 - ）は、栃木県出身の日本の元プロ卓球選手。右シェーク両面裏ソフトドライブ型。Tリーグは琉球アスティーダ所属。姉が二人おり、その一人は元卓球選手でもあった平野早矢香である。

## 人物
両親と姉（平野早矢香）の影響で、6歳から卓球を始めた。
秀光中等教育学校に入学後、野田学園高等学校に転校し、2010年には インターハイの男子ダブルス優勝を成し遂げた。
明治大学卒業後、協和発酵キリンに入社した。
2018年からTリーグのT.T彩たまに入団し、2020年から琉球アスティーダに在籍している。
2022年12月に行われた、日本卓球リーグプレーオフ　ファイナル4をもって現役を引退した。

## 主な戦績
2005年
- 全日本卓球選手権大会 カデットの部 13歳以下男子シングルス 優勝

2010年
- インターハイ 男子ダブルス 優勝（吉村真晴ペア）

2011年
- 第78回全日本大学総合卓球選手権大会個人の部 男子ダブルス 優勝（神巧也ペア）

2013年
- 第80回全日本大学総合卓球選手権大会個人の部 男子ダブルス 優勝（有延大夢ペア）

2014年
- 第81回全日本大学総合卓球選手権大会個人の部 男子ダブルス 優勝（有延大夢ペア）（二連覇）

2016年
- 全日本卓球選手権大会 男子シングルス 3位
- 全日本社会人 3位

2017年
- 全日本社会人 3位
- 後期日本リーグ最高殊勲賞

2018年
- 第27回日本卓球リーグ・ビッグトーナメント 男子シングルス 準優勝

2021年
- 第30回日本卓球リーグ・ビッグトーナメント 男子シングルス 優勝
- 第55回全日本社会人卓球選手権 男子ダブルス 優勝（松山祐季ペア）

## Tリーグの成績
| シーズン | 所属チーム       | 背番号 | シングルス（VM を含む） | シングルス（VM を含む） | シングルス（VM を含む） | ダブルス     | ダブルス | ダブルス | VM（ビクトリーマッチ） | VM（ビクトリーマッチ） | VM（ビクトリーマッチ） |
| シーズン | 所属チーム       | 背番号 | マッチ出場数            | 勝利数                  | 敗戦数                  | マッチ出場数 | 勝利数   | 敗戦数   | VM 出場数              | VM勝利数               | VM敗戦数               |
| -------- | ---------------- | ------ | ----------------------- | ----------------------- | ----------------------- | ------------ | -------- | -------- | ---------------------- | ---------------------- | ---------------------- |
| 2018-19  | T.T彩たま        | 33     | 10                      | 4                       | 6                       | 8            | 5        | 3        | 0                      | 0                      | 0                      |
| 2019-20  | T.T彩たま        | 33     | 6                       | 3                       | 3                       | 7            | 2        | 5        | 2                      | 1                      | 1                      |
| 2020-21  | 琉球アスティーダ | 33     | 4                       | 1                       | 3                       | 2            | 2        | 0        | 0                      | 0                      | 0                      |